# L'Homme qui a perdu son ombre
L'Homme qui a perdu son ombre és una pel·lícula franco-suïssa dirigida per Alain Tanner i estrenada l'agost de 1991 al Festival Internacional de Cinema de Locarno i el 15 de gener de 1992 a França.

## Argument
Un periodista de 30 anys dimiteix després d'un desacord amb el seu cap. Va deixant enrere la seva família, i s'uneix a un amic a Andalusia. Es tracta d'una pel·lícula amb diàlegs plens de retòrica i personatges en plena crisi existencial.

## Repartiment
- Francisco Rabal: Antonio
- Dominic Gould: Paul
- Ángela Molina: Maria
- Valeria Bruni Tedeschi: Anne
- Jean-Gabriel Nordmann: Periodista
- Marc Lawton: Pianista
- Cécile Tanner: Ballarina
- Jocelyne Maillard: Ballarina
- Asunción Balaguer: Esposa d'Antonio

## Nominacions i premis
- Millor actor per Francisco Rabal al Festival du film de Montréal.[2]
- Millor director estranger per Alain Tanner als Premis Turia.[3]

Medalles del Cercle d'Escriptors Cinematogràfics de 1990
| Categoria    | Persona         | Resultat  |
| ------------ | --------------- | --------- |
| Millor actor | Francisco Rabal | Guanyador |